# قلعه فینسپانگ

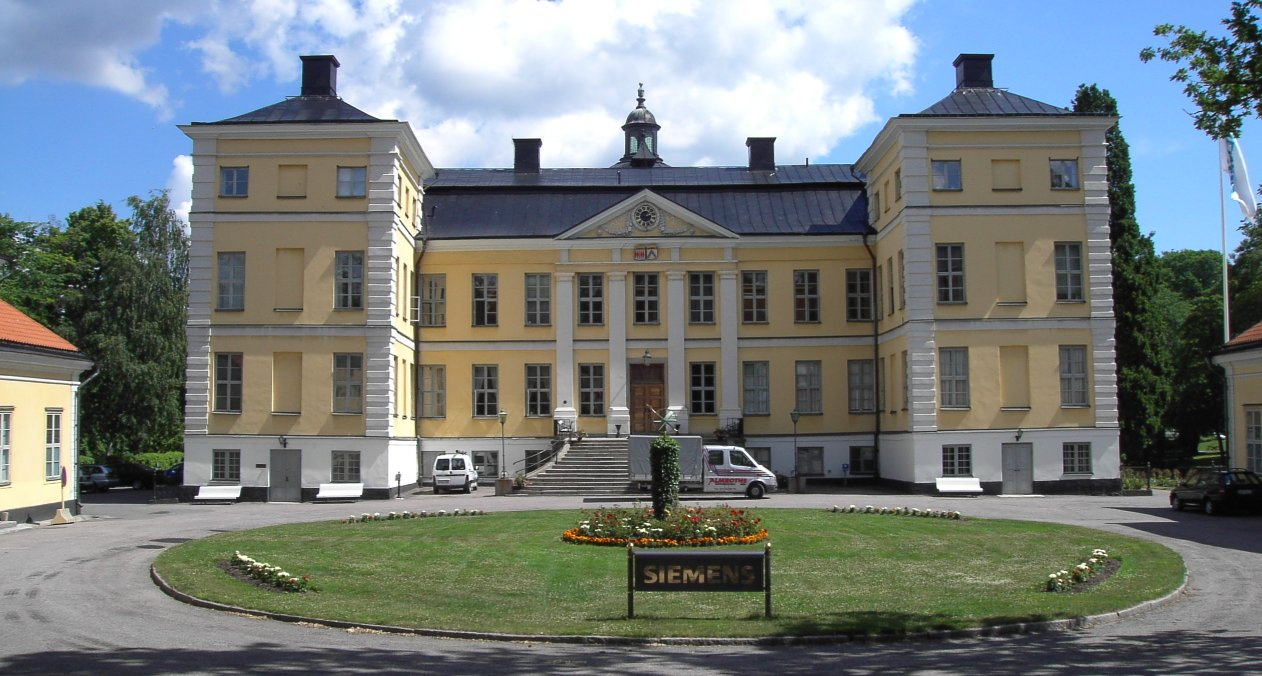
نمای مقابل قلعه

قلعه بروکایند قلعه‌ای در فینسپانگ اوسترگوتلاند سوئد است. کار ساختمان توسط لوئیس د ژه در سال ۱۶۶۶ آغاز شد. طراحی ساختمان توسط معمار هلندی آدریان درستمن به سبک معماری نئوکلاسیک انجام شده است.